# パンケーキを毒見する
『パンケーキを毒見する』（パンケーキをどくみする）は、2021年制作の日本のドキュメンタリー映画。
第99代内閣総理大臣・菅義偉の素顔をブラックユーモアや風刺アニメを交えたシニカルな視点で描いた作品。『新聞記者』や『i-新聞記者ドキュメント-』などの社会派作品を送り出してきた河村光庸が企画・製作・エグゼクティブプロデューサーを務めた。

## 概要
菅グループ「ガネーシャの会」所属の若手議員たちや菅の元秘書、市議や県議会議員、菅をよく知るマスコミや評論家、ホテル、スイーツ店に軒並み取材を拒否された一方、石破茂、江田憲司、村上誠一郎ら現役の政治家や、古賀茂明、前川喜平などの元官僚、さらに、森功、鮫島浩などのジャーナリストや各界の専門家がインタビュー出演している。